# Gmina Litija
Litija – gmina w Słowenii. W 2002 roku liczyła 19 120 mieszkańców.

## Miejscowości
Miejscowości wchodzące w skład gminy Litija:

- Berinjek
- Bistrica
- Bitiče
- Boltija
- Borovak pri Polšniku
- Breg pri Litiji
- Brezje pri Kumpolju
- Brezovo
- Brglez
- Cirkuše
- Čateška Gora
- Čeplje
- Dobje
- Dobovica
- Dole pri Litiji
- Dolgo Brdo
- Gabrovka
- Gabrska Gora
- Gobnik
- Golišče
- Gorenje Jelenje
- Gornje Ravne
- Hohovica
- Hude Ravne
- Javorje pri Gabrovki
- Jelenska Reber
- Jesenje
- Jevnica
- Ježevec
- Kal pri Dolah
- Kamni Vrh
- Kandrše
- Klanec pri Gabrovki
- Klenik
- Konj
- Konjšica
- Kresnice
- Kresniške Poljane
- Kresniški Vrh
- Kržišče pri Čatežu
- Kumpolje
- Laze pri Gobniku
- Laze pri Vačah
- Leše
- Litija – siedziba gminy
- Ljubež v Lazih
- Lukovec
- Magolnik
- Mala Goba
- Mala sela
- Mamolj
- Moravče pri Gabrovki
- Moravška Gora
- Nova Gora
- Okrog
- Pečice
- Podbukovje pri Vačah
- Podpeč pod Skalo
- Podšentjur
- Pogonik
- Polšnik
- Ponoviče
- Potok pri Vačah
- Prelesje
- Prevale
- Preveg
- Preženjske Njive
- Radgonica
- Ravne
- Renke
- Ribče
- Ržišče
- Sava
- Selce
- Slavina
- Slivna
- Sopota
- Spodnje Jelenje
- Spodnji Hotič
- Spodnji Log
- Stranski Vrh
- Strmec
- Suhadole
- Širmanski Hrib
- Široka Set
- Šumnik
- Tenetiše
- Tepe
- Tihaboj
- Tlaka
- Tolsti Vrh
- Vače
- Velika Goba
- Velika Preska
- Veliki Vrh pri Litiji
- Vernek
- Vodice pri Gabrovki
- Vovše
- Zagorica
- Zagozd
- Zapodje
- Zavrh
- Zglavnica
- Zgornja Jevnica
- Zgornji Hotič
- Zgornji Log